# Smittia subaequalis
Smittia subaequalis är en tvåvingeart som först beskrevs av Jean-Jacques Kieffer 1921.  Smittia subaequalis ingår i släktet Smittia och familjen fjädermyggor.
Artens utbredningsområde är Polen. Inga underarter finns listade i Catalogue of Life.